# Lecaniobius utilis
Lecaniobius utilis är en stekelart som beskrevs av Compere 1939. Lecaniobius utilis ingår i släktet Lecaniobius och familjen hoppglanssteklar.
Artens utbredningsområde är:
- Paraguay.
- Peru.
- Uruguay.

Inga underarter finns listade i Catalogue of Life.